# Louise Doris Adams

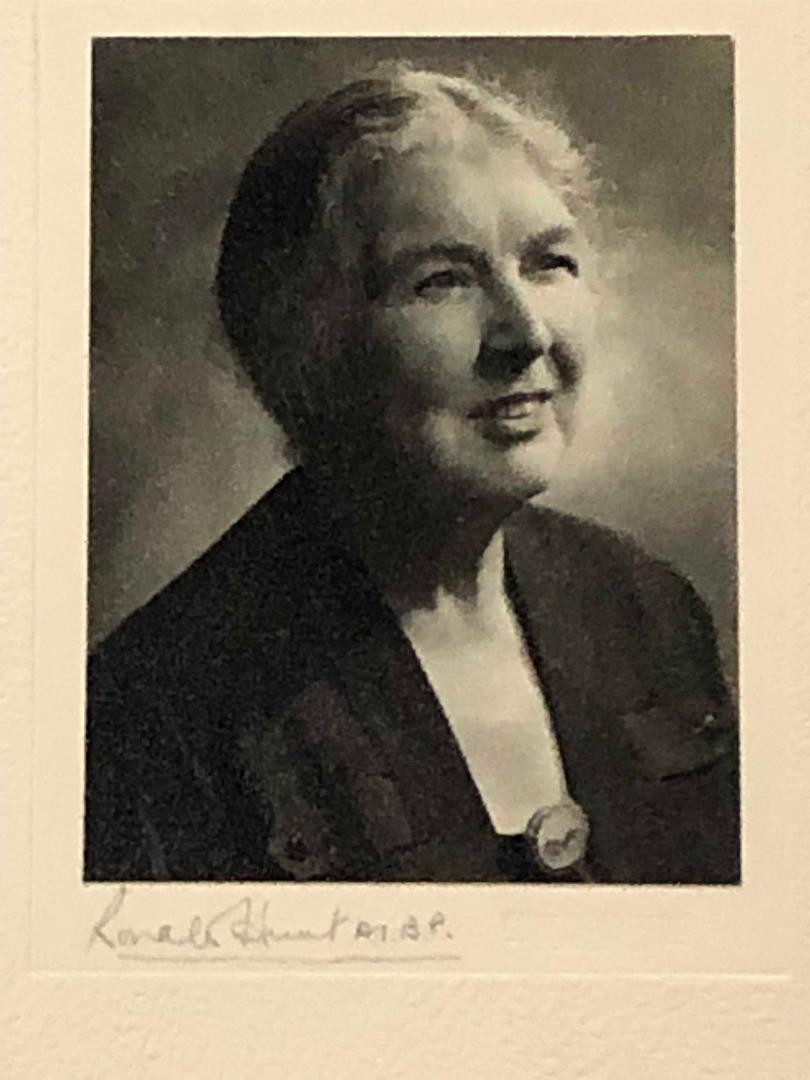
DorisAdams

 Louise Doris Adams (* 2. Juli 1889 in Gloucester, England; † 24. Dezember 1965 in Worthing, England) war eine britische Mathematikerin und Schulinspektorin. Sie war 1959 Präsidentin der  Mathematical Association.

## Leben und Werk
Adams war die Tochter des Holzhändlers William Adams (1850–1934) und seiner zweiten Frau Caroline Evans (1862–1924). 1891 lebte sie mit ihrer Familie in Tuffley, Gloucestershire, in der Nähe der Stadt Gloucester. Sie wurde zuerst an der Miss Reynolds Schule in Weymouth (Dorset) unterrichtet und anschließend in dem Mädcheninternat Roedean School, welches 1885 mit dem Ziel gegründet worden war, Mädchen für die kürzlich eröffneten Frauenuniversitätsschulen auszubilden. Hier erwarb sie 1901 die Cambridge Vorprüfung, III Honours, 1903 die Cambridge Junior Examination, III Honours. 1905 und 1906 die Higher Certificate Oxford und Cambridge Schools Examination und die Londoner Immatrikulationsbescheinigung, II.  1906 begann sie am Bedford College für Frauen der University of London ihr Studium und erhielt 2011 einen Abschluss in Mathematik. Sie unterrichtete als Schullehrerin und war ab 1925 als Schulinspektorin tätig. Ihre Arbeit als Inspektorin konzentrierte sich auf South West England und insbesondere auf Bristol. 1950 zog sie sich aus der Aufsichtsbehörde zurück. 
Sie trat um 1915 der Mathematical Association bei und war 51 Jahre lang Mitglied. 1946 wurde sie Mitglied des Unterausschusses für Lehre und 1954 dessen Vorsitzende. Als sie 1959 Präsidentin der Mathematical Association wurde, war sie nach der Gründung der Vereinigung 1871 nach Mary Cartwright die zweite Frau, die dieses Amt bekleidete.
Auf der Grundlage ihrer Erfahrungen als Lehrerin und Inspektorin schrieb sie 1953 ihr Buch A Background to Primary School Mathematics. Dieses Buch richtete sich an Lehrer für Grundschulmathematik und verwendete Fallstudien von ungefähr 80 Schülern. Ihr Buch stellte eine stärkere Betonung des Spiels mit mathematischen Werkzeugen gegenüber dem Auswendiglernen vor und beschreibt wie die Mathematik der Grundschule mit den Erfahrungen der Kinder in Verbindung gebracht werden kann.
Sowohl ihr Buch als auch ihre Ansprache an die Mathematical Association waren ein wichtiger Impuls für die Reform des Mathematikunterrichts in Großbritannien, ebenso wie der Bericht des Unterausschusses für den Unterricht von 1955 über den Mathematikunterricht an Grundschulen, an dem sie maßgeblich beteiligt war.

## Veröffentlichungen (Auswahl)
- A background to primary school mathematics. Oxford University Press, 1968.
- Mathematical Association: Annual Meeting at Bristol, Nature 167, 1951, S. 678–679.